# Platycheirus fallax
Platycheirus fallax är en tvåvingeart som beskrevs av Barkalov och Nielsen 2008. Platycheirus fallax ingår i släktet fotblomflugor, och familjen blomflugor. Inga underarter finns listade i Catalogue of Life.